# Unterdorfstraße 53 (Zeutern)

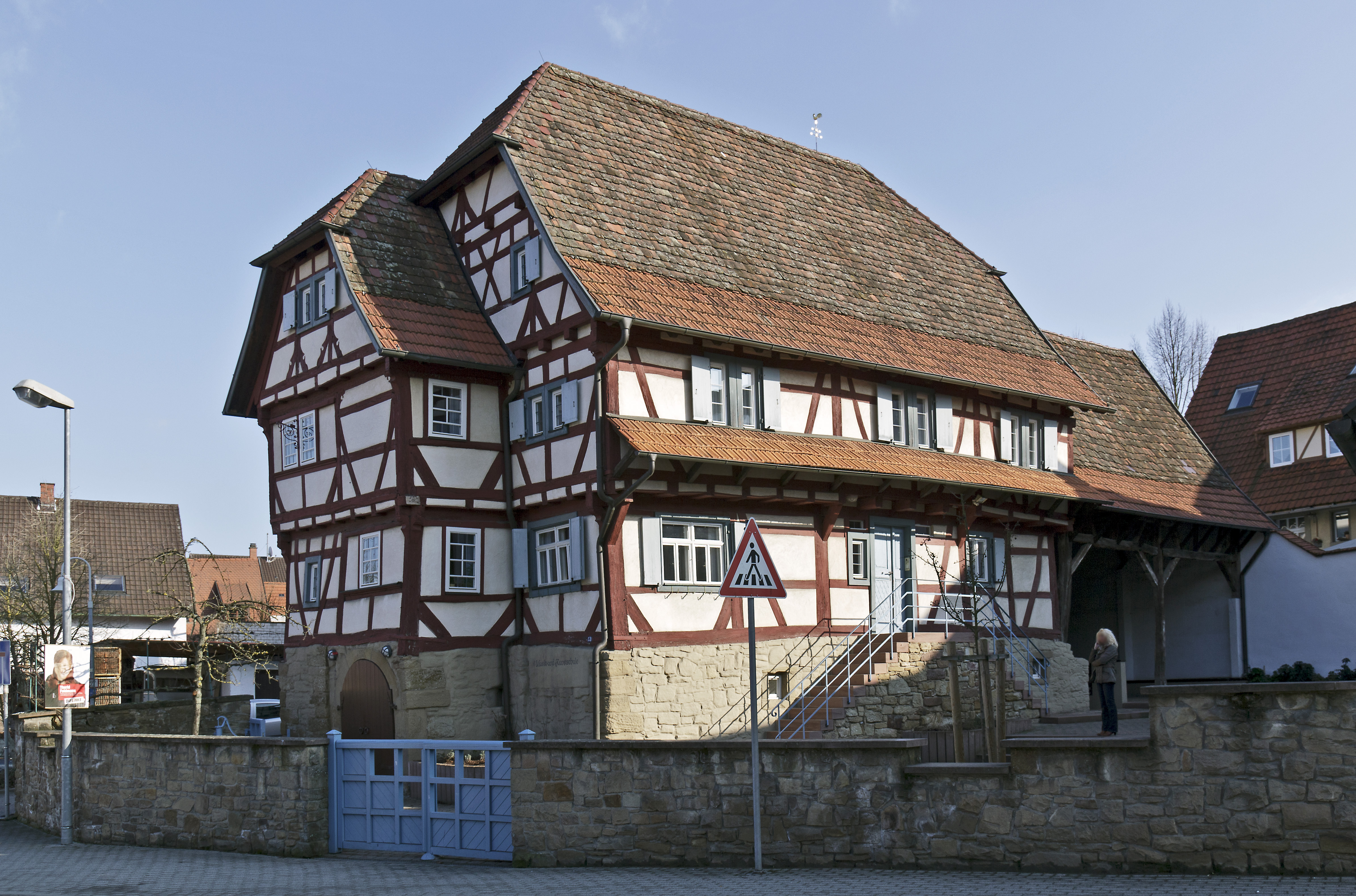
Unterdorfstraße 53 in Zeutern

Das Fachwerkhaus Unterdorfstraße 53 in Zeutern, einem Ortsteil der Gemeinde Ubstadt-Weiher im Landkreis Karlsruhe im nördlichen Baden-Württemberg, wurde 1556 errichtet.

## Beschreibung
Das Haus, das in den 1980er Jahren renoviert wurde, dient heute als Musikschule. Das Kellergeschoss ist weit herausgezogen und darauf stehen zwei Fachwerkstöcke und zwei Dachstöcke mit einem Krüppelwalm. Über dem vorgezogenen Kellereingang ist ein gleich hoher Vorbau, ebenfalls mit Krüppelwalm, errichtet. An der rechten Traufseite ist über dem ersten Stock ein Wetterdach entlang der gesamten Traufseite angebracht. Die Verstrebungsformen bestehen aus dem halben Fränkischen Mann, kurzen Fußstreben und einem Andreaskreuz. Die Kopfknaggen und die Kopfwinkelhölzer des Fränkischen Mannes sind mit ausgeputzten Augen versehen.   